# برمید تنگستن (V)
برمید تنگستن(V) (به انگلیسی: Tungsten(V) bromide) با فرمول شیمیایی WBr۵ یک ترکیب شیمیایی است. که جرم مولی آن 583.36 g/mol می‌باشد. شکل ظاهری این ترکیب، بلورهای سیاه-قهوه‌ای است.